# 하도 (유학자)
하도(河圖, ? ~ ? 년)는 조선 중기의 유학자로 본관은 진양(晉陽), 아버지는 유학자이자 진양하씨 사직공파 사천조동 문중을 창문(創門)한 하태원(河太沅)이며. 조부는 좌찬성 하경담 선생이다.

## 생애
하도는 아버지 하태원 선생을 따라 사천시 조동으로 이거한 이후에 진양하씨 사직공파 제21세손이자 사천조동 문중의 제2세 장손으로 조동문중의 기반을 다지는데 기여한 인물이다. 그는 이거한 집안의 기반을 더욱 다지기 위하여 아버지의 뜻에 따라 벼슬로 출세하기보다는 자녀 교육과 학문 정진을 통하여 지역 유림의 인재 양성에 힘썼으며 장자인 하응철을 가선대부에 이르게까지 지역의 인재로 길러했다.

## 가계

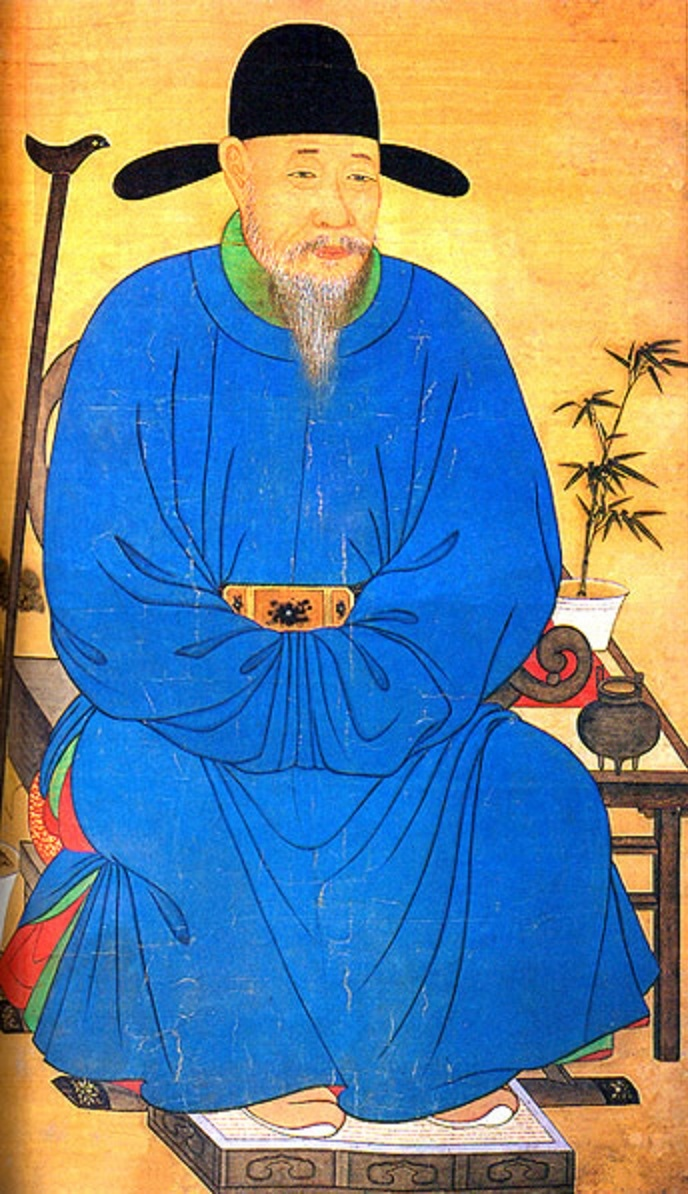
직계선조인 하연선생

- 조부 : 하경담(河慶淡), (증좌찬성)
  - 아버지 : 하태원(河太沅, 진양하씨사직공파 사천조동 문중 創門)
    - 장자 : 하응철(종2품가선대부)
    - 며느리 : 정부인 밀양박씨
      - 장손 : 하만석(河萬錫, 가선대부 지중추부사)
      - 손부 : 정부인 전주이씨

### 직계 후손
- 하재세(10세손, 유학자, 교육자)
- 하승무(12세손, 역사신학자, 시인)[2][3][4]

## 참고 자료
- 晉陽河氏大同譜(乾隆丙子譜,1756년)
- 晉陽河氏大同譜(乾隆壬辰譜,1772년)
- 晉陽河氏大同譜(乾隆乙酉譜,1789년)
- 晉陽河氏大同譜(道光戊子譜,1828년)
- 晉陽河氏大同譜(咸豐丁巳譜,1857년)
- 晉陽河氏大同譜(戊午譜,1858년)
- 晉陽河氏大同譜(庚辰譜,1880년)
- 晉陽河氏大同譜(庚子譜,1900년)
- 晉陽河氏大同譜(甲寅譜,1914년)
- 晉陽河氏大同譜(丁巳譜,1917년)
- 晉陽河氏大同譜(甲子譜,1924년)
- 晉陽河氏大同譜(戊辰譜,1928년)
- 晉陽河氏大同譜(壬辰譜,1952년)
- 晉陽河氏大同譜(乙未譜,1955년)
- 晉陽河氏大同譜(丁酉譜,1957년)
- 晉陽河氏大同譜(庚子譜,1960년)
- 晉陽河氏大同譜(乙酉譜,1969년)
- 晉陽河氏大同譜(甲子譜,1984년)
- 晉陽河氏大同譜(庚辰譜,2000년, 인제대학교 족보도서관 전자판)
- 하승무의 晉陽河氏 家門人物硏究(2015년)